# Bellview, Florida
Inte att förväxla med Belleview, Florida, en stad i Marion County.
Bellview är en ort (CDP) i Escambia County, i delstaten Florida, USA. Den ligger utanför Pensacola i nordvästra Florida. Enligt United States Census Bureau har orten en folkmängd på 23 355 invånare (2010) och en landarea på 30,2 km².